# Anjaneya Hosahalli, Arkalgud
Anjaneya Hosahalli là một làng thuộc tehsil Arkalgud, huyện Hassan, bang Karnataka, Ấn Độ.